# 보비 피시
보비 피시/바비 피쉬(영어: Bobby Fish, 1978년 10월 27일 ~ )는 본명은 로버트 앤서니 피시/로버트 앤서니 피쉬(Robert Anthony Fish) 미국의 남자 프로레슬링선수로 2002년 프로레슬링 입문으로 키는 181cm(5 ft 11 in)에다가 몸무게는 94kg(207 lb)이다. 피니쉬는 다이빙 헤드벗 드롭, 더블 점프 문설트, 피쉬 훅 덜럭스 어디션(힐 훅), 플라잉 피쉬 훅(하이 니), 슬리핑 윋 더 피셔즈(점핑 백 킥)으로 사용을 한다. 그리고 현재는 WWE NXT에 있는 스테이블인 언디스퓨티드 에라에서 활동 중이였다가 결국은 AEW로 활동을 하고 있다.

## Professional wrestling highlights
- Finishing moves
  - Diving headbutt drop
  - Double jump moonsault
  - Fish Hook Deluxe Edition (Heel hook)
  - Flying Fish Hook (High knee)
  - High kick
  - Sleeping With The Fishes (Jumping back kick)
- Signature movers
  - Crossface
  - Cross armbreaker often rolling in the ring
  - Diving cross chop
  - Dragon screw
  - Exploder suplex
  - Fireman's carry double knee gutbuster
  - Frankensteiner
  - German suplex
  - Military press double knee gutbuster
  - Sitout inverted atomic drop
  - Space Cartwheel Elbow (Cartwheel back elbow to a cornered opponent)
  - Tilt-a-whirl backbreaker
- Nicknames
  - "The Burden"
  - "The Infamous"
  - "The Round Eye Samurai" (PWG)
- Entrance themes
  - "Voice of the Voiceless" by Rage Against The Machine	(ROH)
  - "Roller" by Daniel Lioneye (ROH)
  - "Dance Away" by Damn Valentines (ROH/AEW)
  - "Waiting" by Eric Hurt (NJPW)
  - "Behind Bars" by Auracle (WWE NXT)
  - "Shock the System" by CFO$ (WWE NXT used as a member of the Undisputed Era)
  - "Unknown Title" by Def Rebel (WWE NXT)

## 수상
- HRW 월드 태그팀웨이트 챔피언 (1회) - 카일 오라일리
- NECW 월드 헤비웨이트 챔피언 (1회)
- IWGP 월드 주니어 헤비웨이트 태그팀 챔피언 (2회) - 카일 오라일리
- 슈퍼 주니어 태그팀 토너먼트 (2014) - 카일 오라일리
- 랭크드 넘버 26 오브 더 탑 500 싱글즈 레슬링 인 더 PWI 500 인 2016
- NTV G+ 컵 주니어 헤비웨이트 태그 리그 파이팅 스피릿 어워드 (2012) - 에디 에드워즈
- ROH 월드 태그팀웨이트 챔피언 (3회) - 카일 오라일리
- ROH 월드 텔레비웨이트 챔피언 (1회)
- ROH 월드 텔레비웨이트 챔피언 넘버원 컨텐더 토너먼트 (2015)
- 태그워즈 토너먼트 (2014)
- 서바이벌 오브 더 피터스트 (2016)
- UPW 월드 헤비웨이트 챔피언 (1회)
- WWE NXT 월드 태그팀웨이트 챔피언 (2회) - 카일 오라일리, 애덤 콜 앤드 로더릭 스트롱 (1회), 애덤 콜 (1회)